# Гамадриады

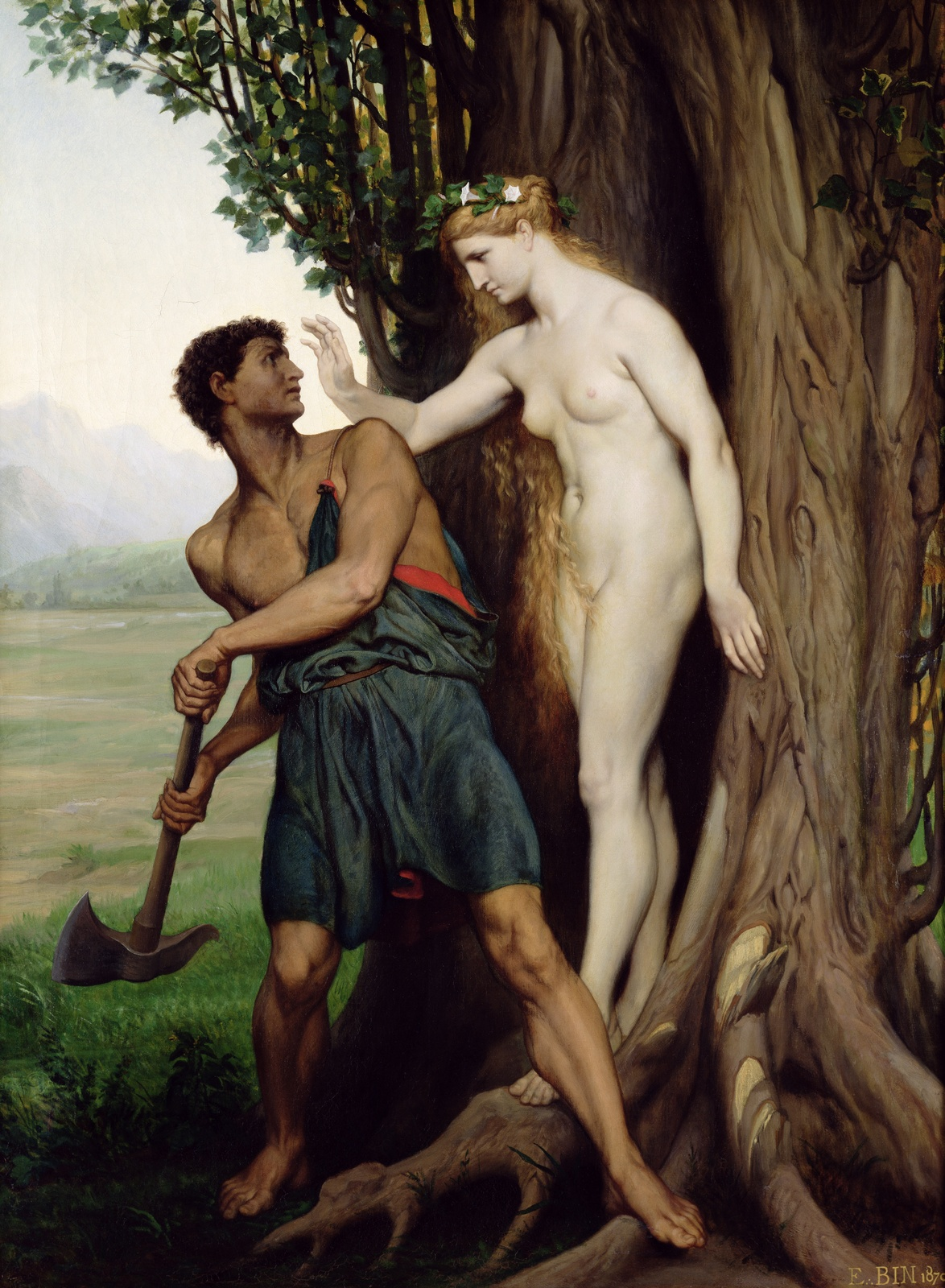
Эмиль Бен. Гамадриада (1870)

Гамадриады (др.-греч. Ἁμαδρυάδες) — в древнегреческой мифологии разновидность нимф деревьев. Это те дриады, которые умирали вместе с деревом.
Согласно древнегреческому поэту Ференику из Гераклеи, героиня Гамадриада родила своему брату Оксилу (сыну Орея), в частности, дочерей Карию (орех), Балану (жёлудь), Кранию (кизил), Морею (шелковица), Эгеру (тополь), Птелею (вяз), Ампелу (виноградная лоза) и Сику (смоковница), все они получили имя гамадриад.
Отец некоего Порэбия совершил тяжкое преступление, срубив дуб, который его молила пощадить гамадриада. За то, что дуб — жилище гамадриады был срублен, нимфа покарала преступника и его потомство. Чтобы искупить вину, следовало воздвигнуть нимфе алтарь и принести ей жертвы.
Когда Эрисихтон приказал срубить дуб в роще Деметры, из него заструилась кровь, а ветви покрылись бледностью. Это была кровь нимфы, обитавшей в дубе, умирая, она предрекла возмездие осквернителю священного дерева, наделив его ощущением неутолимого голода.
Известна история пугливой гамадриады Сиринги, ставшей тростником, чтобы избежать объятий козлоногого Пана.
Гамадриады дали название обезьянам Гамадрилам.